# Unfinished Monkey Business
Unfinished Monkey Business è il primo album del cantante inglese Ian Brown, pubblicato nel 1998 dalla Polydor. È il primo disco dopo lo scioglimento del gruppo del quale faceva parte precedentemente, gli Stone Roses. L'album fu finanziato e prodotto dallo stesso Brown nel 1998.

## Tracce
1. Intro Under the Paving Stones: The Beach – 1:50
2. My Star – 5:13
3. Can't See Me – 4:54
4. Ice Cold Cube – 6:27
5. Sunshine – 3:58
6. Lions – 6:52
7. Corpses In Their Mouths – 4:09
8. What Happened To Ya Part 1 – 3:15
9. What Happened To Ya Part 2 – 5:38
10. Nah Nah – 3:55
11. Deep Pile Dreams – 3:39
12. Unfinished Monkey Business – 3:11